# Sigismund Pop
Sigismund Pop (n. 23 august 1892, Sighetu Marmației – d. 1984) a fost un medic și politician român participant la Marea Adunare Națională de la Alba Iulia, ca însoțitor al delegației Maramureșului. A ocupat, ulterior, funcția de medic-șef al serviciului teritorial sanitar al județului interbelic Maramureș.

## Viața personală

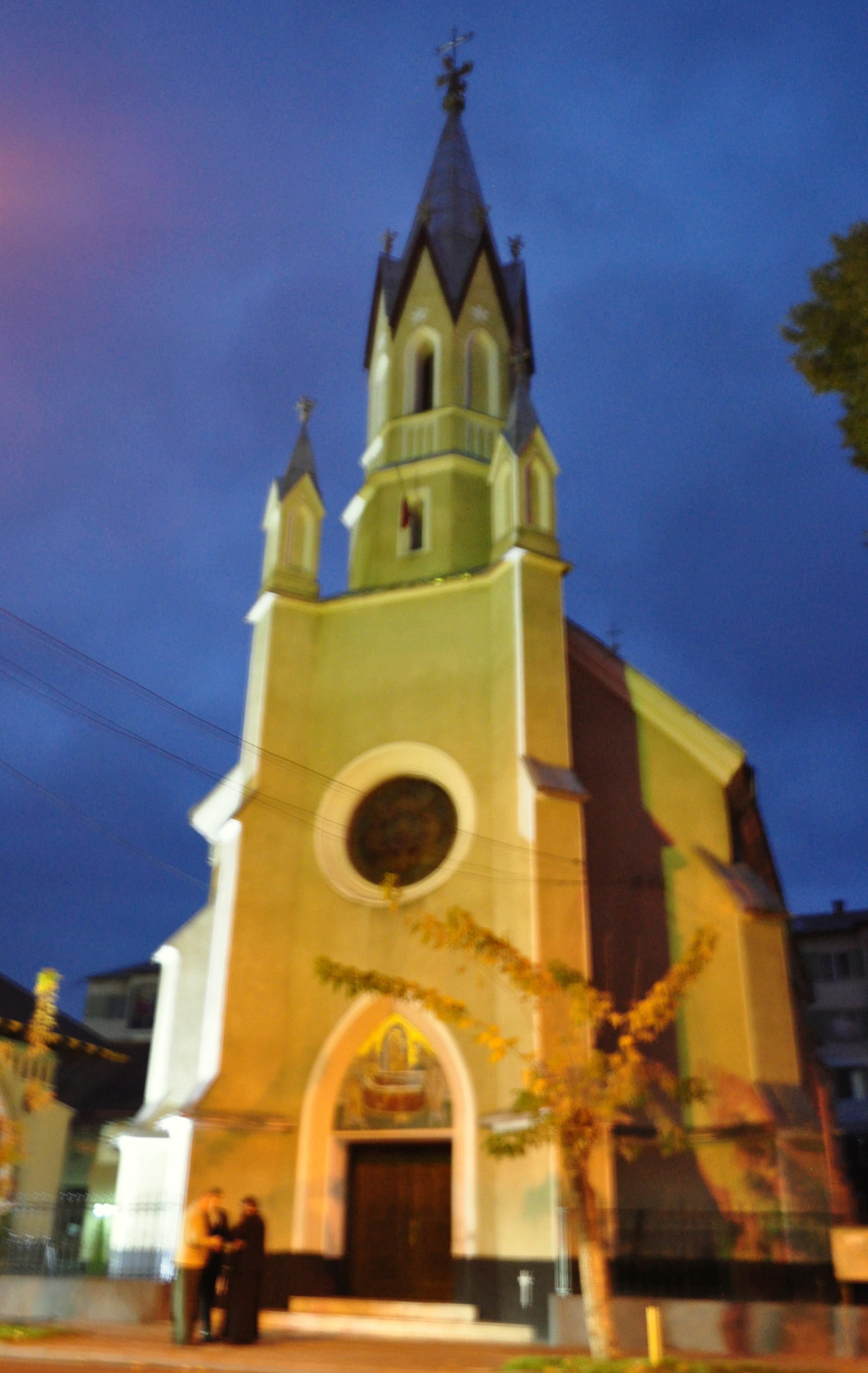
Biserica Adormirea Maicii Domnului din Sighet

S-a născut la 23 august 1892, la Sighetu Marmației. Conform autorilor Viorel Câmpean și Daniel-Victor Săbăceag, acesta a fost fiul arhidiaconului Grigore Pop de Băsești și al soției acestuia Terezia, născută Șorban de Cernești. Aceiași autori dau însă ca dată a nașterii anul 1871. A urmat liceul din Bistrița și a studiat medicina la facultățile de profil din Budapesta (unde potrivit lui Viorel Câmpean și Daniel-Victor Săbăceag ar fi obținut în 1905 doctoratul) și Halle.  A fost căsătorit cu Alexandrina Ștețiu.
A decedat în anul 1984, fiind înmormântat în cimitirul din Sighet.

## Cariera
Ca medic civil a funcționat la Jibou și Cehu Silvaniei. La Cehu Silvaniei, în 1910, un raport al prim-pretorului plasei respective îl nominaliza printre „indivizii naționali (români) din localitate”, capabili de a influența rezultatul alegerilor în sensul favorizării partidei naționale românești.
În timpul Primului Război Mondial, a îndeplinit funcția de medic militar stagiar la Budapesta și apoi pe Frontul de Est în Galiția și în Bucovina.

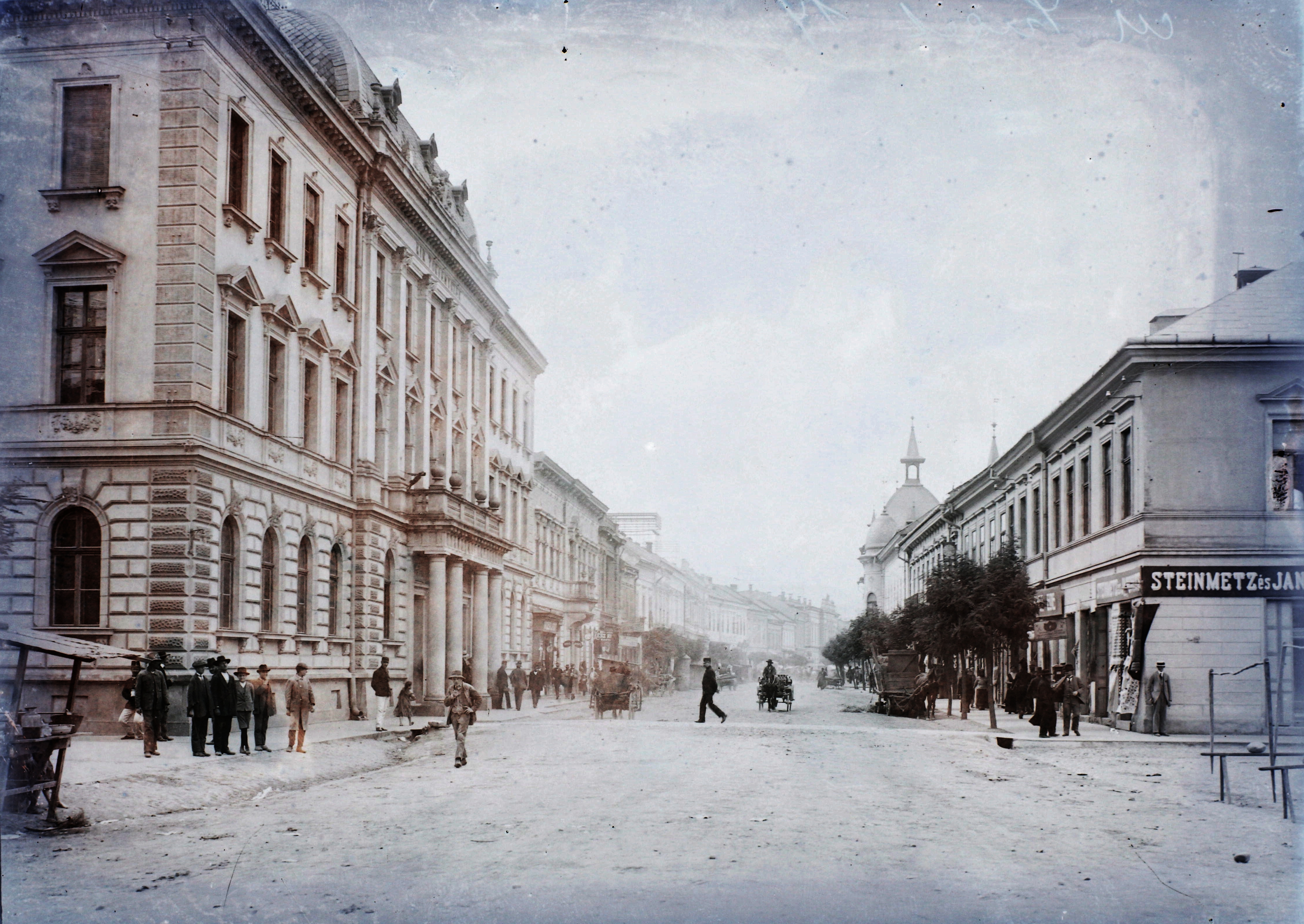
Imagine din Sighetu Marmaţiei (1907)

Pe fondul dezintegrării Imperiului Austro-Ungar s-a întors în Sighet, unde a participat la înființarea Gărzilor Naționale. La 1 decembrie 1918 a însoțit delegația Maramureșului la Marea Adunare Națională de la Alba Iulia, iar la 28 aprilie 1919 a fost numit funcționar la Serviciul Sanitar al județului interbelic Maramureș, având calitatea de medic-șef comitatens.
După război a avut din anul școlar 1923-1924, calitatea de medic al Școlii Profesionale de Fete din Satu Mare și al internatului acesteia. Între 1928-1940 a fost medic primar (medic șef) al județului interbelic Maramureș. În plan politic a acționat în cadrul Partidului Național Țărănesc. În perioada interbelică, a activat, de asemenea, în cadrul filialei maramureșene a ASTREI, aflată sub conducerea psihiatrului Vasile Ilea.
După Dictatul de la Viena s-a refugiat la Tulcea iar pe urmă în Vaslui, iar după alungarea trupelor hortyste din Ardealul de Nord, s-a întors la Sighet, unde și-a reluat funcția de medic primar, în 1945.